# Postninskij
Postninskij (ros. Постнинский) – wieś (sieło) w Rosji, w obwodzie iwanowskim, w rejonie rodnikowskim. W 2010 liczyła 516 mieszkańców.